# Zeitschrift für Bücherfreunde

Erstausgabe der Zeitschrift für Bücherfreunde vom April 1897. Titelblattgestaltung: Joseph Sattler

Die Zeitschrift für Bücherfreunde erschien zum ersten Mal 1897 und war ab 1899 das offizielle Organ der im selben Jahr in Weimar gegründeten Gesellschaft der Bibliophilen. Die für Buchliebhaber konzipierte deutschsprachige Zeitschrift erschien bis 1936 und wurde im selben Jahr durch IMPRIMATUR – Jahrbuch für Bücherfreunde ersetzt, das noch heute erscheint.

## Geschichte
Die Zeitschrift wurde zunächst von Fedor von Zobeltitz herausgegeben. Die ersten Jahrgänge wurden von Joseph Sattler im Jugendstil gestaltet. Das Werk enthielt ursprünglich ein Beiblatt mit gesonderten Nachrichten, Such- sowie Tausch- und Verkaufsanzeigen. 1908 wurden Carl Schüddekopf und Georg Witkowski Redakteure, Witkowski wurde zudem 1909 Mitherausgeber. Die bis 1908 bei Velhagen & Klasing in Bielefeld verlegte Zeitschrift wurde danach im Verlag von Johannes Baensch-Drugulin in Leipzig gedruckt. Aus Rentabilitätsgründen wurde die Gratismitlieferung des Beiblattes im selben Jahr eingestellt. Am 1. April 1915, mitten im Ersten Weltkrieg, übernahm Gustav Kirstein vom ebenfalls in Leipzig ansässigen Verlag E. A. Seemann die Zeitschrift. 1929 wurde das Blatt durch Georg Witkowski inhaltlich und optisch neu gestaltet: Die Anzahl der enthaltenen Rezensionen wurde verringert und ein neues Beiblatt, die Bibliophilen-Wandelhalle (ab 1932 Wandelhalle der Bücherfreunde), eingeführt.
Nach der „Machtergreifung“ der Nationalsozialisten 1933 mussten sowohl Witkowski als Redakteur als auch Kirstein als Verleger ihre Arbeit an der Zeitschrift aufgeben. Nach von Zobeltitz’ Tod 1934 waren Albert Soergel und Konrad Friedrich Bauer für die Herausgabe bis zur Einstellung der Zeitschrift 1936 verantwortlich.
1930 hatte die Gesellschaft der Bibliophilen in Weimar von der Gesellschaft der Bücherfreunde zu Hamburg deren Jahrbuch IMPRIMATUR (lat. imprimatur: es werde gedruckt) gekauft. 1936 schließlich wurde die Publikation der Zeitschrift für Bücherfreunde zu Gunsten von IMPRIMATUR eingestellt. 1937 erschien das Gesamtregister zur Zeitschrift für Bücherfreunde.